# Molippa wittmeri
Molippa wittmeri är en fjärilsart som beskrevs av Lemaire 1976. Molippa wittmeri ingår i släktet Molippa och familjen påfågelsspinnare. Inga underarter finns listade i Catalogue of Life.